# Église Saint-Pierre de Cozes
Pour les articles homonymes, voir Église Saint-Pierre.
L'église Saint-Pierre est une église catholique située à Cozes, en France.

## Historique
Ce vaste édifice est à l'origine une possession de l'abbaye augustinienne Saint-Étienne de Mortagne (aujourd'hui disparue). Construite à partir du XIIIe siècle, l'église actuelle se voit adjoindre un chevet plat percé d'un triplet au siècle suivant. Le clocher, posé sur une puissante souche carrée, se prolonge par un étage octogonal, édifié au XVe siècle. À cette époque, il abritait sept cloches. Comme dans nombre de paroisses de la région, les cloches de Cozes furent descendues et emportées au château de Royan en 1548, afin de punir les habitants d'avoir sonné le tocsin de la révolte lors de la jacquerie des Pitauds.
Les voûtes de la nef s'effondrent en 1756, et sont refaites à l'économie au XIXe siècle. Les cinq travées de la nef sont couvertes d'un plafond en anse de panier très simple, tandis que les chapelles latérales, de part et d'autre du chœur, sont couvertes de voûtes d'arêtes. L'église a conservé des chapiteaux à motifs végétaux ou historiés du XIIIe siècle, et une partie de son ornementation extérieure (cordons, frise, colonnettes, et une allusion à la fable d'Ésope, Le Renard et la Cigogne. La façade contraste nettement avec le reste de l'édifice. D'inspiration néo-classique, avec son fronton triangulaire, elle a été refaite au XIXe siècle.
Le mobilier comprend des éléments de toutes les époques. L'église conserve néanmoins une chaire du XVIIIe siècle. Assemblée par un ébéniste de Burie, elle était destinée à l'église Sainte-Colombe de Saintes. Elle fut vendue ultérieurement au curé de Cozes. En 2000, les vitraux ont été restaurés. Une rampe d'accès fut installée pour les handicapés.
Jusqu'à l'hiver 1862-1863, l'église était entourée d'un cimetière. Il fut déplacé à la Grande Herbaude, et la place qui entourait l'église fut alors aplanie et plantée d'arbres. En 1877, cinq cloches sont réinstallées.
En 2018, l'édifice qui souffre d'un affaissement de la toiture et d'infiltrations d'eau est fermé ; les travaux de réhabilitation, estimés à 2,5 millions d'euros, vont devoir s'étaler sur plusieurs années. En 2020, l'église fait partie des douze sites de la Nouvelle-Aquitaine retenus pour bénéficier de l'aide du Loto du patrimoine et à ce titre va recevoir 140 000 euros de la part de la Mission Patrimoine de Stéphane Bern.

## Cloches
Le clocher abrite une sonnerie de cinq cloches de volée, coulées en 1877 par la fonderie Guillaume d'Angers :
- Claire-Louise : fa 3 - 950 kilos environ,
- Marie-Thérèse : la 3 - 450 kilos environ,
- Marie-Louise : do 4 - 250 kilos environ,
- Louise-Georgette : fa 4 - 100 kilos environ,
- Marie-Madelaine : la 4 - 50 kilos environ.

Cette sonnerie est exceptionnelle à plusieurs titres. Les sonneries composées de cinq cloches sont très rares dans le département de la Charente-Maritime : on en dénombre moins de cinq. À partir de quatre cloches, il est rare qu'elles aient été fondues simultanément. Bien souvent, au fil du temps, une cloche est refondue, une autre est ajoutée et, souvent, les différentes cloches ne sont pas issues de la même fonderie. À Cozes, les cinq cloches ont été fondues ensemble par un seul et même fondeur. C'est l'unique cas en Charente-Maritime. Ces cloches ayant été fondues en même temps, cela garantit une même homogénéité du métal et donc un bien meilleur résultat sonore lorsque les cinq cloches carillonnent ensemble. Elles forment l'accord parfait de fa majeur.

## Protection
L'église Saint-Pierre est inscrite monuments historiques en 1925.

## Galerie de photos

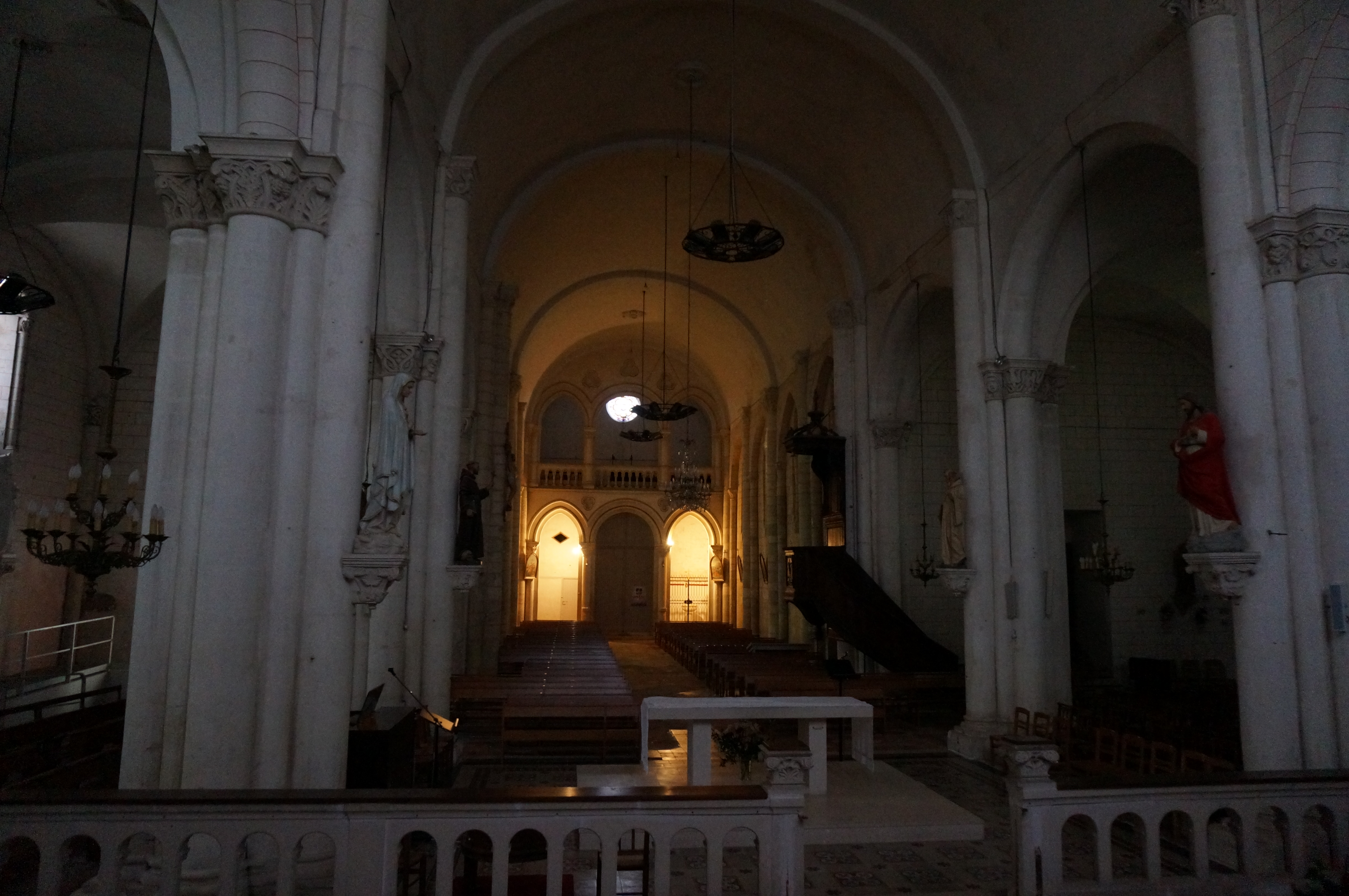
Nef et portail.
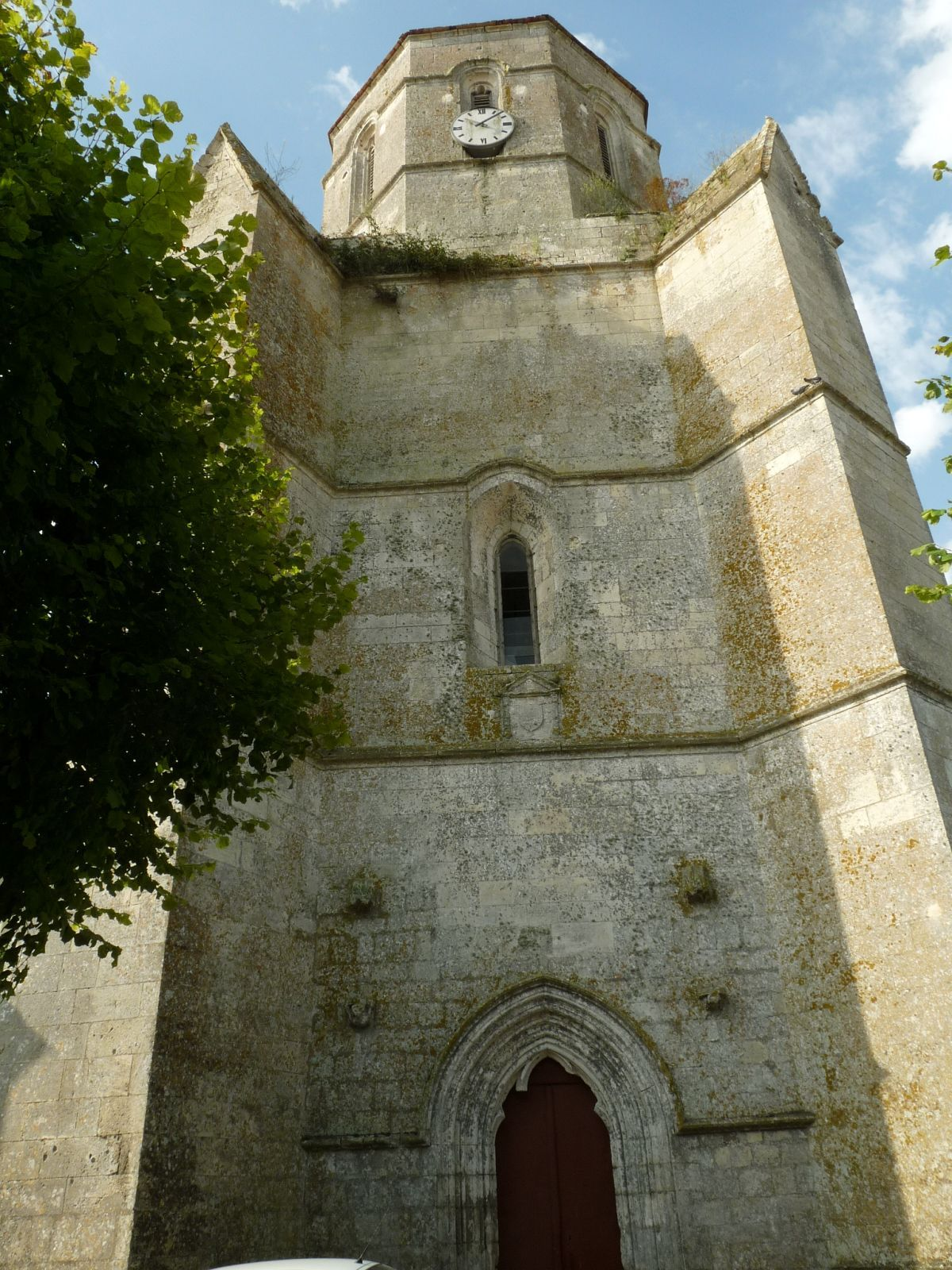
Clocher.
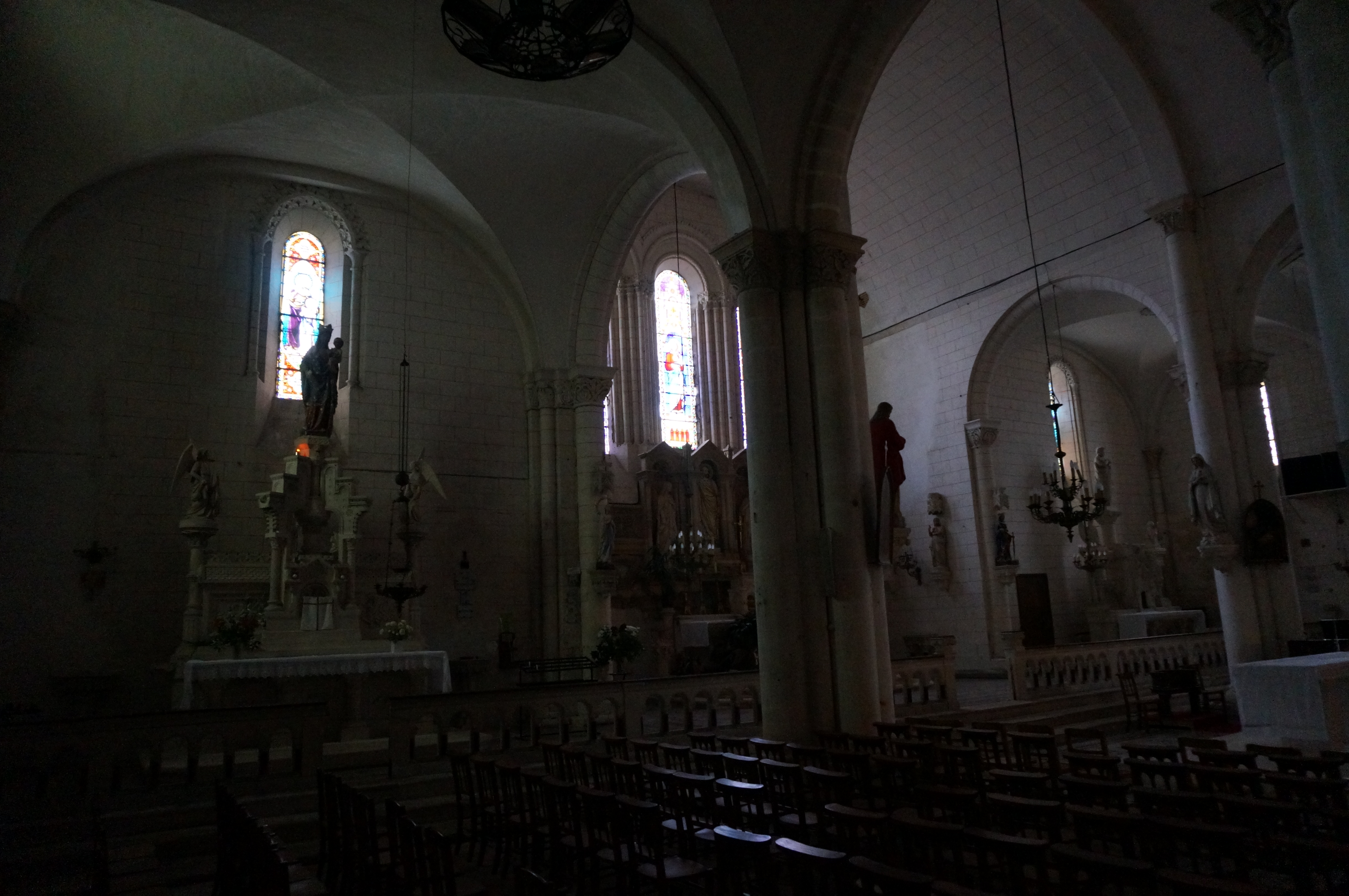
Les trois autels.
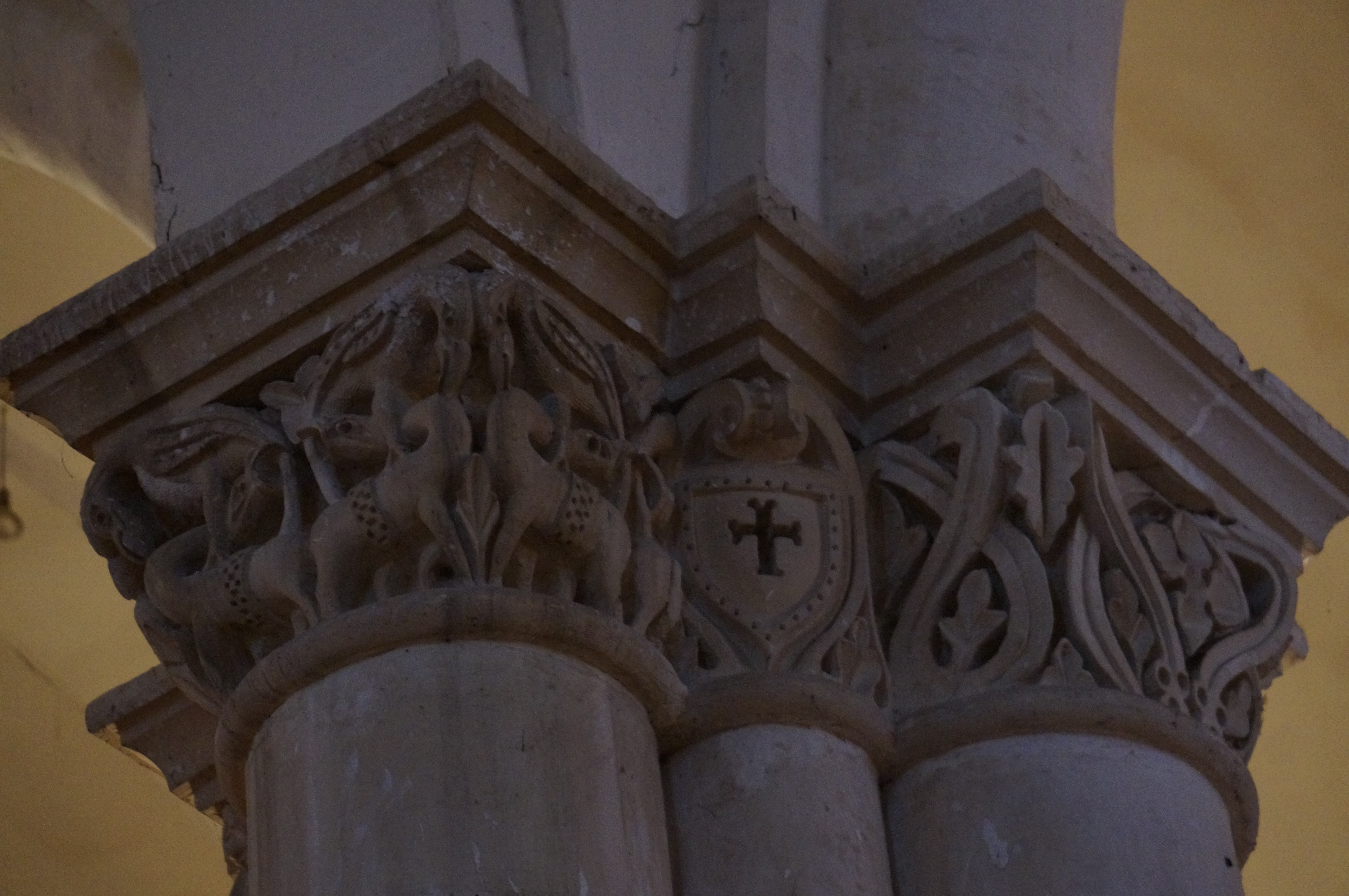
Chapiteau.
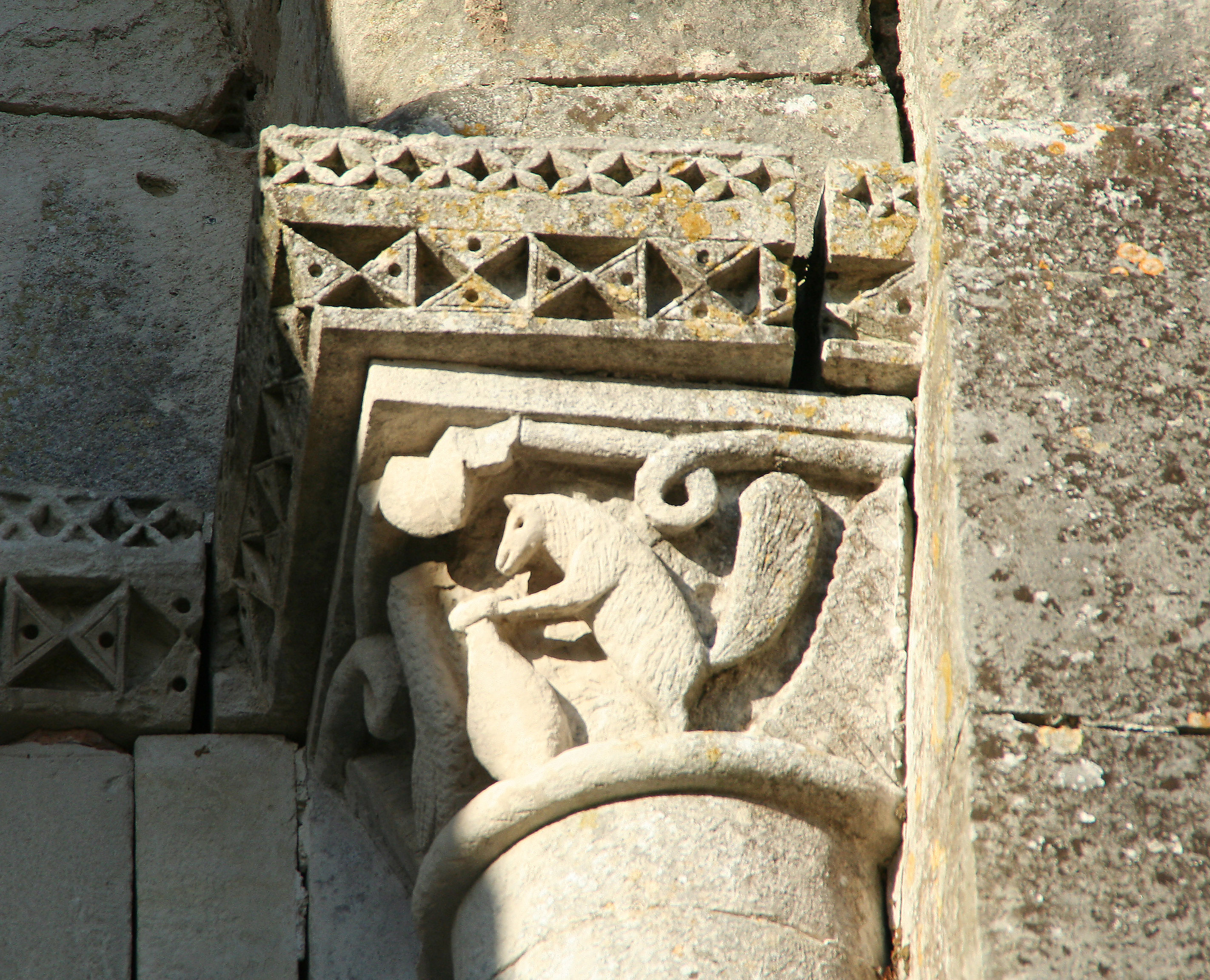
Chapiteau du portail.